# Instituto de Neurocirugía Dr. Alfonso Asenjo
El Instituto de Neurocirugía y Investigaciones Generales Dr. Alfonso Asenjo es un recinto hospitalario público de alta complejidad, centro de referencia nacional para tratamientos neuroquirúrgicos y de neurorradiología intervencional, que forma parte de la red asistencial del Servicio de Salud Metropolitano Oriente, ubicado en la comuna de Providencia, Santiago, Chile.

## Historia
Fue fundado el 20 de octubre de 1939 por la Dirección General de Beneficencia y Asistencia Social como el Servicio de Neurocirugía del Hospital del Salvador, y el 22 de febrero de 1940 comenzó a atender público.
El 7 de noviembre de 1940 se inauguró el pabellón Harvey Cushing, con los departamentos de neuropatología, neuropsicología, cirugía experimental y biblioteca.
El 8 de abril de 1943 la Dirección General de Beneficencia transformó el servicio en un instituto científico, y el 19 de mayo de 1950 dejó de depender del Hospital del Salvador, al transformarse en el Instituto de Neurocirugía e Investigaciones Cerebrales de Chile, dependiente de la Universidad de Chile.
En 1952 pasó a depender de la Facultad de Medicina de la Universidad de Chile, y en 1953 se inauguró su nuevo edificio, con 120 camas. Posteriormente tomó el nombre de Alfonso Asenjo Gómez, principal promotor de su fundación.